# Отхожее
Отхожее — село в Ржаксинском районе Тамбовской области России. Входит в Степановский сельсовет.
Расположено на истоке ручья Подгорный (верховья реки Подгорная, бассейн Вороны) в 8 км к юго-юго-востоку от Ржаксы, в 13 км к северо-западу от Уварово и в 85 км к юго-востоку от Тамбова.
Вдоль северной окраины села проходит ж.-д. линия Тамбов — Балашов с защитной лесополосой по краям, имеется остановочная платформа 93 км. За железной дорогой проходит автодорога Рассказово — Уварово — Борисоглебск.
Действуют отделение почтовой связи, клуб. Имеется пруд в центре села.

## Население
| 2002 | 2010 |
| ---- | ---- |
| 477  | ↘354 |

Согласно результатам переписи 2002 года, в национальной структуре населения русские составляли 99 % от жителей.